# فرديناندو الثاني دي ميديشي
فرديناندو الثاني دي ميديشي (14 يوليو 1610 - 23 مايو 1670)، دوق توسكانا الأكبر من عام 1621 إلى 1670، وهو الابن الأكبر لكوزيمو الثاني وماريا مادالينا. يتذكره معاصروه كرجل ثقافة وعلم ، كان عضوًا نشطًا في (أكاديمية سيمينتو [الإنجليزية]) وهي أول مجتمع علمي في إيطاليا أسسها شقيقه الأصغر ليوبولدو دي ميديشي [الإنجليزية].  خلال فترة حكمه التي امتدت 49 عامًا حدثت بداية التدهور الاقتصادي الطويل في توسكانا، وزادت الأمور سوءًا في عهد خليفة كوزيمو الثالث.
تزوج من ابنة عمه فيتوريا ديلا روفيري [الإنجليزية] وأنجب منها طفلان بلغا سن الرشد: كوزيمو الثالث المذكور أعلاه، وفرانشيسكو ماريا دي ميديشي دوق روفيري ومونتيفيلترو [الإنجليزية]

## الحكم
كان فرديناندو يبلغ من العمر عشر سنوات فقط عندما توفي والده كوزيمو الثاني. ولأنه لم يصل بعد إلى مرحلة الرشد، فقد أصبحت والدته ماريا مادالينا وجدته لأبيه كريستينا لورين بمثابة الوصي على العرش. في عام 1633 رتبت الوصيتان على العرش زواج فرديناندو من فيتوريا ديلا روفيري [الإنجليزية] حفيدة دوق أوربينو الأخير على أمل الحصول على الدوقية، ومع ذلك منعهم ضعفهم السياسي من تأمين مدينة أوربينو التي غزتها فيما بعد الدولة البابوية.
عندما بلغ فرديناندو عامه السابع عشر، شرع في جولة في أوروبا، وسافر إلى روما وبولونيا وفيرارا والبندقية وأخيراً إلى النمسا وبراغ. بعد عام واحد انتهى عهده وبدأ حكمه الشخصي. كانت جدته الأرملة الدوقة كريستينا تتمتع بسلطة مطلقة على العرش حتى وفاتها عام 1636.

## روابط خارجية
- فرديناندو الثاني دي ميديشي على موقع الموسوعة البريطانية (الإنجليزية)